# Comitatul Ventura, California
Comitatul Ventura (Ventura County) este un comitat din sudul statului California, SUA.  A fost format odată cu formarea statului în anul 1850. La rensământul din anul 2000 avea o populație de 753.197 de locuitori cu o densitate de 157,6 loc./km². Sediul administrativ al comitatului se află la Ventura.

## Istoric
Înainte de sosirea coloniștilor albi, regiunea a aparținut amerindienilor din tribul chumash. În 1782 aici a luat ființă misiunea San Buenaventura. Denumirea misiunii catolice provine din spaniolă "Buenaventura" (Soartă bună). Orașul care a luat naștere pe locul misiunii se numea "San Buenaventura". Iar în 1872 a luat naștere  la granița Comitatului Santa Barbara, Comitatul Ventura.

## Date geografice
Comitatul și se întinde pe malul Pacificului pe o suprafață de 5.719 km², din care 940 km² este apă. Nordul comitatului are o populație rară, este împădurit și relativ muntos, pe când sudul are o densitate mare a populației. Comitatul se învecinează cu comitatele Santa Barbara, Los Angeles și Kern. Cei mai înalți munți sunt Mount Pinos (2697 m), Frazier Mountain (2444 m) și Reyes Peak (2294 m), ei se află în masivul Transverse Ranges.

### Comitate adiacente
- Santa Barbara County, California — vest
- Kern County, California — nord
- Los Angeles County, California — est

### Autostrăzi majore

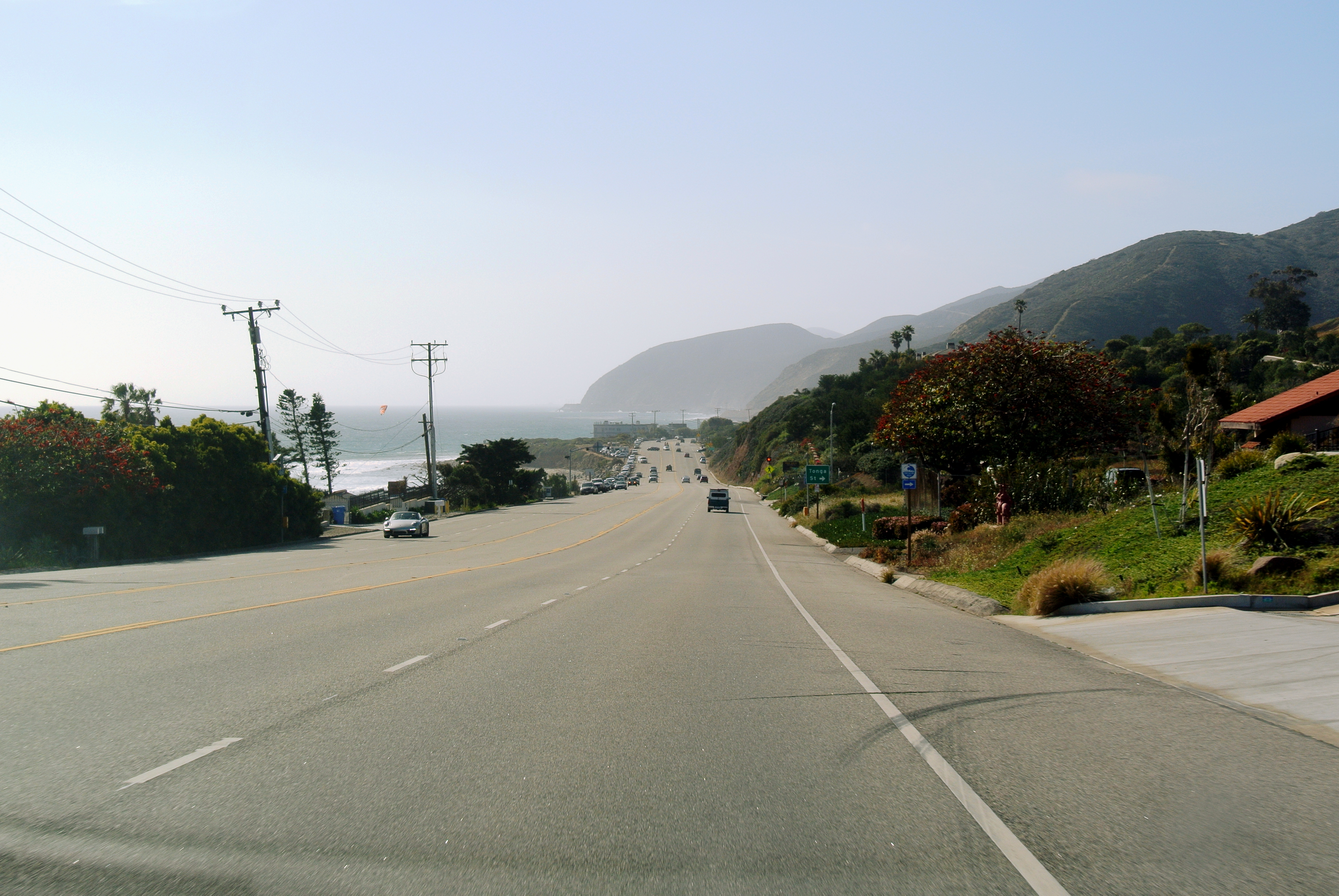
Pacific Coast Highway (CA 1) in Solromar

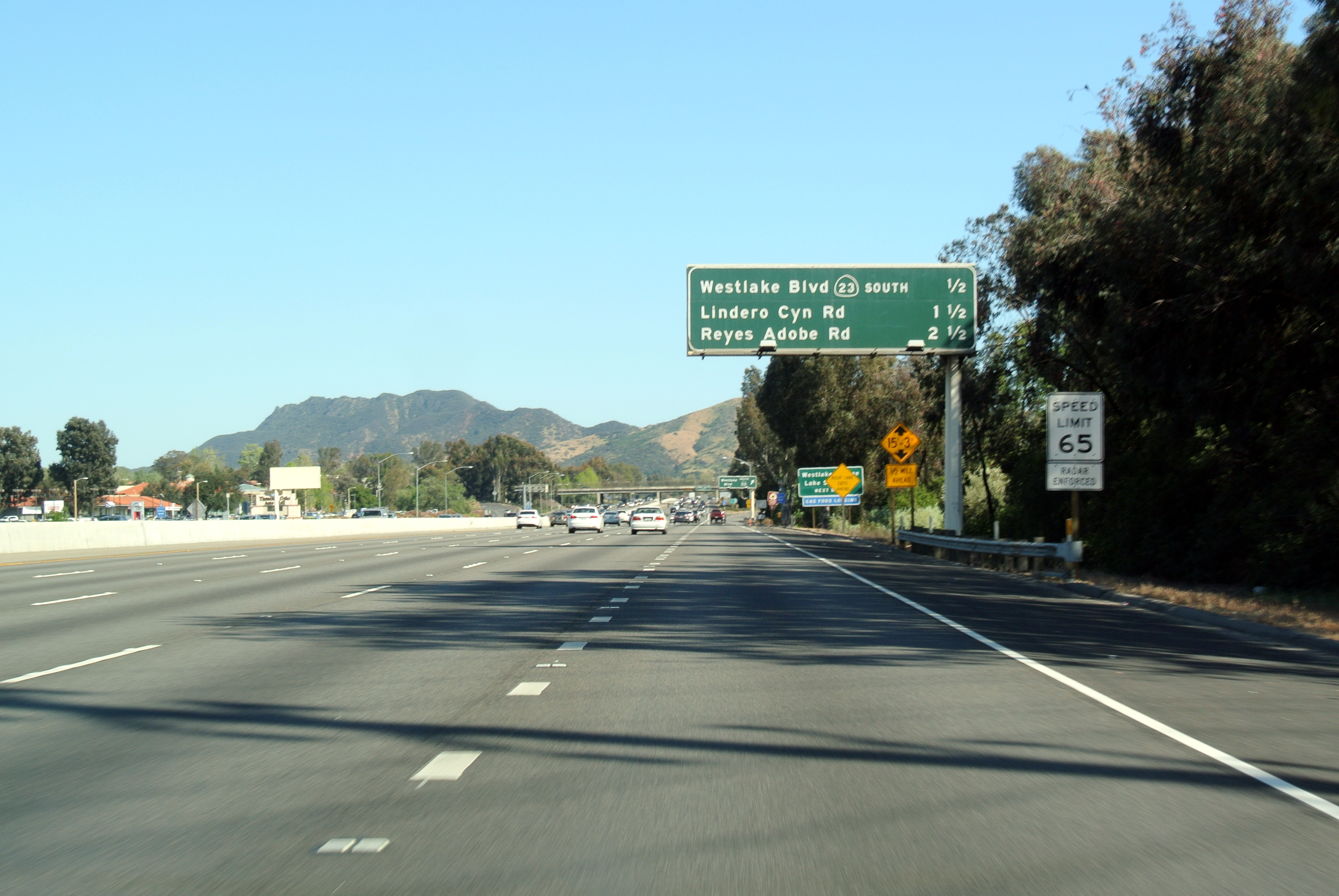
Overlap SR 23/US 101 (Ventura Freeway)

- U.S. Route 101
- State Route 1
- State Route 23
- State Route 33
- State Route 34
- State Route 118
- State Route 126
- State Route 150
- State Route 232

## Localități

### Orașe
| #  | City                       | 2000 Populație | 2010 Populație | Creștere în % |
| -- | -------------------------- | -------------- | -------------- | ------------- |
| 1  | Oxnard                     | 170,358        | 200,004        | 17.4%         |
| 2  | Thousand Oaks              | 117,005        | 130,209        | 11.3%         |
| 3  | Simi Valley                | 111,351        | 126,902        | 14.0%         |
| 4  | Ventura (San Buenaventura) | 100,916        | 109,946        | 9.0%          |
| 5  | Camarillo                  | 57,084         | 66,690         | 16.8%         |
| 6  | Moorpark                   | 31,415         | 37,576         | 19.6%         |
| 7  | Santa Paula                | 28,598         | 30,048         | 5.1%          |
| 8  | Port Hueneme               | 21,845         | 21,887         | 0.2%          |
| 9  | Fillmore                   | 13,643         | 15,787         | 15.7%         |
| 10 | Ojai                       | 7,862          | 8,226          | 4.6%          |

### Localități urbane și comunități
| - Bardsdale - Bell Canyon - Casa Conejo - Casitas Springs - Channel Islands Beach - El Rio - Faria Beach | - La Conchita - Lockwood Valley - Meiners Oaks - Mira Monte - Mission Oaks - Newbury Park - Oak Park | - Oak View - Piru - Point Mugu - Saticoy - Scheideck - Somis |